# Mark Barry
Mark A. Barry (* 13. Mai 1964 in Leeds) ist ein ehemaliger britischer Radrennfahrer und nationaler Meister im Radsport.

## Sportliche Laufbahn
Barry war Teilnehmer der Olympischen Sommerspiele 1984 in Los Angeles. Dort startete er im 1000-Meter-Zeitfahren und belegte beim Sieg von Fredy Schmidtke den 18. Platz. Im Sprint schied er in der dritten Vorrunde aus.
Barry vertrat England 1982 bei den Commonwealth Games im Bahnradsport und wurde 7. im 1000-Meter-Zeitfahren. 1982 gewann er den nationalen Titel im Sprint der Amateure vor Paul Swinnerton und wurde Dritter im Zeitfahren hinter Gary Sadler. 1983 verteidigte er den Titel im Sprint gegen Paul Sydenham.
1983 siegte Barry im Grand Prix of Edinburgh und wurde Vize-Meister im Sprint hinter Shaun Wallace. 1984 gewann er den Grand Prix of Great Britain und wurde Vize-Meister im Sprint hinter Paul McHugh und Vize-Meister im Zeitfahren hinter Wallace. Auf der Radrennbahn von London Herne Hill gewann er die B.C.F. Sprinters League Track Trophy.